# Поводимовське сільське поселення
Поводи́мовське сільське поселення (рос. Поводимовское сельское поселение) — муніципальне утворення у складі Дубьонського району Мордовії, Росія. Адміністративний центр — село Поводимово.

## Історія
Станом на 2002 рік існували Поводимовська сільська рада (село Поводимово, присілок Антоновка, селища Залісьє, Михайловка) та Чиндяновська сільська рада (село Чиндяново).
2008 року було ліквідовано селище Михайловка.
19 травня 2020 року було ліквідовано Чиндяновське сільське поселення, його територія увійшла до складу Поводимовського сільського поселення.

## Населення
Населення — 2406 осіб (2019, 3031 у 2010, 3474 у 2002).

## Склад
До складу поселення входять такі населені пункти:
| Населений пункт     | Населення, осіб (2002) | Населення, осіб (2010) |
| ------------------- | ---------------------- | ---------------------- |
| Антоновка, присілок | 154                    | 106                    |
| Залісьє, селище     | 108                    | 69                     |
| Михайловка, селище  | 5                      | -                      |
| Поводимово, село    | 2581                   | 2327                   |
| Чиндяново, село     | 626                    | 529                    |